# 康成
康成(又名康爱德，英文名Ida Kahn，1873年12月6日—1931年11月9日)，中国最早几名留学海外的女性之一，创办了九江但福德医院、南昌妇幼医院，在动荡的时代以医疗服务社会数十年。

## 早年经历
康成1873年12月6日出生于江西九江。她是家中第六个女儿，父母本想把她作为童养媳送入别的家庭，但原定的家庭由于属相不和而拒绝了。在九江工作的美以美会女传教士昊格矩（Gertrude Howe）收养了她，为她取名Ida Kahn。她的一个中文名“康爱德”是从英文名读音而来，另一名“康成”是现存文件中她的署名，所以一般认为更为正式。
康成在昊格矩开办的女子学校受教育，大部分时间在九江，1883至1886年间，她随昊格矩到在重庆生活。1892年，在美以美会的支持下，康成和同学石美玉进入美国密歇根大学医学院学习，四年后，她们以优异的成绩毕业。她们和更早的金韵梅、许金訇是最早几名留学海外的中国女性。

## 开办但福德医院
1896秋，康成和石美玉回到九江，她们作为美以美会传教士工作，在九江开设了面向妇女和儿童的诊所。此时正逢国内的新派知识分子开始提倡女学，梁启超发表了《记江西康女士》，介绍康成的事迹，其他新派报刊也跟进报道两人。她们的工作得到在留学期间结识的芝加哥的但福德医生（Isaac Newton Danforth，1835-1911）的帮助，他出资在九江建一座以去世的但福德夫人（Elizabeth Skelton Danforth，1843-1895）命名的医院以纪念她。在经历了义和团运动的动荡后，医院于1901年12月7日正式开业，康、石两位女士共同负责医院的工作。

## 开办南昌妇幼医院
1903年，康成被派往南昌开办妇幼诊所。1908年，她赴美国，一面为在南昌建一座医院筹款，一面在西北大学学习。1910年，她又赴伦敦热带医学院学习六个月。1911年初，在西北大学获得文学士学位后，她回到南昌。同年秋，南昌妇幼医院正式开业。1916年，由于洪宪帝制失败，袁世凯支持的北洋女医局陷入困境而停办，她受邀赴天津重开女医局。但她一直保持着传教士的身份，1918年，她重回南昌妇幼医院。她在南昌工作期间，经历了南昌教案、辛亥革命、北伐战争，面临缺少资金、社会对教会的敌意等困难，但她凭着爱国之心和基督教精神，努力以医术服务社会。
1931年12月6日，康成因病在上海一所疗养院去世。为纪念她，南昌妇幼医院改以她的名字命名。中华人民共和国成立后，医院被政府接管，更名为江西省妇幼保健院。